# Bradleys Regress
Bradleys Regress ist ein philosophisches Problem, das das Wesen von Relationen betrifft. Es ist nach F. H. Bradley benannt, der das Problem 1893 in seinem Buch Appearance and Reality erörterte. 

## Beschreibung
Bradley wirft das Problem bei der Erörterung der Bündeltheorie von Objekten auf, nach der ein Objekt lediglich ein "Bündel" von Eigenschaften ist. Diese Theorie wirft die Frage auf, wie die verschiedenen Eigenschaften, die zusammen ein Objekt ausmachen, zusammenhängen, wenn sie tatsächlich ein Objekt ausmachen. Allgemeiner ausgedrückt, stellt sich die Frage, was der Fall sein muss, damit zwei Dinge in einer Relation zueinander stehen. Bradleys Regress scheint zu zeigen, dass die Vorstellung, dass zwei Dinge durch eine Relation miteinander verbunden sind, einen unendlichen Regress erzeugt.
Nehmen wir zum Beispiel an, dass a b respektiert. Dieser Sachverhalt scheint drei Dinge zu beinhalten: a, b und die Relation des Respektierens. Um den Zustand zu erreichen, dass a b respektiert, reicht es jedoch nicht aus, dass diese drei Dinge (a, b und die Beziehung des Respektierens) existieren. Sie müssen auch in irgendeiner Weise miteinander verbunden sein. Wir könnten sagen, dass a und b in der Beziehung des Respektierens "stehen" müssen. Nun scheint es aber einen anderen Sachverhalt zu geben: den Sachverhalt, dass a und b in der Relation des Respektierens stehen. Dieser Sachverhalt wiederum scheint vier Dinge zu beinhalten: a, b, die Relation des Respektierens und die Relation des „Zueinander-Stehens“. Aber auch hier gilt: Damit a und b in der Relation des Respektierens stehen, reicht es nicht aus, dass diese vier Dinge existieren. Sie müssen auch in irgendeiner Weise miteinander verbunden sein. Wir könnten nun sagen, dass a, b und die Relation des Respektierens in der Relation des „Zueinander-Stehens“ stehen müssen. Und so weiter, ad infinitum.

## Reaktionen
In Appearance and Reality scheint Bradley zu dem Schluss zu kommen, dass der Regress uns dazu bringen sollte, die Vorstellung aufzugeben, dass Relationen „unabhängig real“ seien. Eine Möglichkeit, diesen Vorschlag zu verstehen, besteht darin, zu empfehlen, dass wir es im Fall von dem a, welches b respektiert, mit einem Sachverhalt zu tun haben, der nur zwei Konstituenten hat: a und b. Er beinhaltet nicht zusätzlich ein drittes Element, „die Relation des Respektierens“, zu dem a und b dann eine weitere Relation haben müssen („Zueinander-Stehen“).
Eine andere Möglichkeit besteht darin, zu akzeptieren, dass der Regress real ist, aber zu leugnen, dass es sich um einen bösartigen Regress handelt.
Eine dritte Möglichkeit, die von P. F. Strawson und Gustav Bergmann vertreten wird, besteht darin, den Satz, dass die Instanziierung eine Relation ist, zu verneinen. Gottlob Frege ging sogar noch weiter, indem er die Instanziierung gänzlich ablehnte. William F. Vallicella kritisierte beide Optionen. Nach Vallicella scheitern beide Optionen, weil sie nicht erklären können, warum Objekte und Eigenschaften miteinander verbunden sind. Michael Della Rocca verwendet eine Version von Bradleys Regress, um für den strikten Monismus zu argumentieren, der bestreitet, dass Relationen oder Unterscheidungen intelligibel sind. Seiner Ansicht nach „sollten wir, wenn wir den Begriff der Substanz oder des Seins überhaupt beibehalten wollen, anstelle individuierter, differenzierter Substanzen oder Wesen nur eine undifferenzierte Substanz oder ein undifferenziertes Wesen akzeptieren, das in keinen Relationen der Unterscheidung steht, weder intern noch extern. Es gibt einfach eine Substanz oder ein Wesen. In ähnlicher Weise gibt es einfaches Handeln, einfaches Wissen, einfache Bedeutung. Und natürlich gibt es keine Unterscheidung zwischen Sein, Handeln, Wissen und Bedeutung.“